# Franc Grafenauer
Franc Grafenauer (2. prosince 1860 Brugg bei Egg – 13. prosince 1935 Brugg bei Egg) byl rakouský politik slovinské národnosti, na počátku 20. století poslanec Říšské rady.

## Biografie
Profesí byl zemědělcem a varhanářem. Angažoval se politicky. Patřil mezi nejneústupnější obhájce Slovinců v Korutanech. V roce 1888 byl obviněn z velezrady a dán do vyšetřovací vazby. Na protest proti tomu byl manifestačně ve své domovské obci zvolen do obecní rady. Od roku 1897 byl poslancem Korutanského zemského sněmu.
Na počátku 20. století se zapojil i do celostátní politiky. Ve volbách do Říšské rady roku 1907, konaných poprvé podle všeobecného a rovného volebního práva, získal mandát v Říšské radě (celostátní zákonodárný sbor) za obvod Korutany 3. Byl členem poslanecké frakce Slovinský klub. Mandát obhájil za týž obvod i ve volbách do Říšské rady roku 1911, byl nyní poslancem za Chorvatsko-slovinský klub. K roku 1911 se profesně uvádí jako varhanář a zemědělec. Na Říšské radě se profiloval jako obhájce hospodářských a politických zájmů venkovského slovinského obyvatelstva v Korutanech.
V roce 1916 byl odsouzen za velezradu, ale roku 1917 amnestován. V roce 1919 musel opustit domovský region (který zůstal součástí Rakouska) a přesídlil do Lublaně. Byl jako zástupce Korutan zvolen do Skupštiny (parlamentu) Království Srbů, Chorvatů a Slovinců. V roce 1925 mu byl ze zdravotních důvodů umožněn návrat do Korutan.